# Nesticella nepalensis
Nesticella nepalensis är en spindelart som först beskrevs av Ernest Everett Hubert 1973.  Nesticella nepalensis ingår i släktet Nesticella och familjen grottspindlar.
Artens utbredningsområde är Nepal. Inga underarter finns listade i Catalogue of Life.